# Angel, Angel, Down We Go Together
Angel, Angel, Down We Go Together är det femte spåret på den brittiske musikern Morrisseys första soloalbum Viva Hate från 1988. Låten skrevs av Morrissey tillsammans med Stephen Street, som även producerade. Låttiteln är förmodligen lånad från en 70-talsfilm kallad Angel, Angel, Down We Go. Den kom sex månader efter the Smiths sista album Strangeways, Here We Come.